# Ernesto Livacic Gazzano
Ernesto Livacic Gazzano (Punta Arenas, 22 de marzo de 1929-Santiago, 30 de mayo de 2007) fue un profesor, académico y político chileno.

## Primeros años de vida
Hijo de un inmigrante croata Nicolás Livacic Marinovic, y de una madre italiana Emma Gazzano Tagliafico. Fue el primogénito de tres hermanos y único varón; sus hermanas fueron Francisca Rosa, y Flavia María.[cita requerida]
Su estudios secundarios los realizó en el Internado Nacional Barros Arana y estudió pedagogía en castellano en el Instituto Pedagógico de la Universidad de Chile, titulándose en 1951. Titulado de planificador educacional de la Unesco (1962) y luego obtuvo el grado de magíster en Educación (1974) en la Universidad Católica de Chile.[cita requerida]
Casado en enero de 1953, con Betty Rojas Manríquez, de quien había enviudado hace algunos años. Tuvieron ocho hijos, cuatro hombres y cuatro mujeres, entre ellos a Ernesto Livacic Rojas.[cita requerida]

## Vida académica
Durante el gobierno del presidente Eduardo Frei Montalva, ocupó el cargo de secretario técnico de la Superintendencia de Educación Pública (1965-1969), subsecretario de Educación (1969-1970). Además de fue integrante del Consejo Nacional de Educación (1965-1973). En los años 1970 fue decano de la Facultad de Filosofía y Letras de la Pontificia Universidad Católica.[cita requerida]
Entre las otras distinciones que recibió a lo largo de su carrera, cabe destacar el haber sido elegido miembro de Número de la Academia Chilena de la Lengua en 1983.[cita requerida]
También integró la Junta Directiva de la Universidad Metropolitana de Ciencias de la Educación. En 1989 recibió la Orden al Mérito del Consejo Mundial de Educación. Recibió también el Premio Nacional de Educación en 1993.[cita requerida]

## Homenajes
El auditorio principal de la Facultad de Ingeniería de la Universidad de Magallanes lleva su nombre.[cita requerida]